# Sihwa Lake tidvattenkraftverk
Sihwa Lake tidvattenkraftverk i nordvästra Sydkorea togs i bruk 3 augusti 2011. I december 2011, när den sista turbinenheten anslöts, blev det världens största tidvattenkraftverk med en maximal effekt av 254 MW.

## Bakgrund
Sihwa Lake (även stavat Shihwa Lake och även kallat Shihwa Coastal Reservoir) tillkom 1994 när en 12,7 km lång fördämning skar av en havsvik väster om staden Ansan i nordvästra Sydkorea. Namnet är bildat efter de två städerna norr och söder om sjön, Siheung och Hwaseong. Syftet var skapa en sötvattensjö för bevattning och för att skapa mark att odla och bygga på. Sjön fick en yta av 56 km2 vilket 2016 hade minskat till 43,8 km2, genom landåtervinning. Redan efter ett par år uppkom svåra problem med föroreningar från intilliggande städer och industrier med bristfällig avloppsrening. Tidigare hade det regelbundna tillflödet av havsvatten lett till vattencirkulation och utspädning av tungmetaller och andra föroreningar. Det blev nu uppenbart att sötvattentillflödet var otillräckligt och att sjön inte gick att använda som sötvattensreservoar.
Den sydkoreanska vattenmyndigheten beslöt då att kraftigt förbättra reningen av avloppsvatten och att tillåta inflöde av havsvatten. Man skulle då också kunna anlägga ett tidvattenkraftverk. Ett 400 meter långt avsnitt av fördämningen ersattes av en betongkonstruktion med 10 turbinenheter och bredvid dem 8 separata portar. Åtgärderna har lett till förbättrad vattenkvalitet i nedre delen av sjön men längre upp kvarstår problemen. 

## Tidvattenkraftverk
Konstruktionen av ett tidvattenkraftverk vid Sihwa Lake började 2004 och det stod klart sju år senare, 2011. Huvudentreprenörer var det koreanska Daewoo Engineering & Construction och den österrikiska företagsgruppen Andritz Hydro som svarade för turbiner och delar av generatorerna. Anläggningen syftade både till att producera elenergi och till att förbättra vattenomsättningen i sjön och blev därför en kompromiss. 
Sedan barriären tillkom har många byggnader uppförts nära stranden. Vattennivån i sjön kan därför inte varieras så mycket som skulle behövts för lönsam elproduktion vid utflöde. Turbinerna producerar därför elenergi endast vid högvatten då havsvatten flyter in i sjön. Vid ebb används turbinerna för att pumpa vatten från sjön till havet och de åtta separata portarna öppnas också, liksom sex portar som fanns sedan tidigare. 
Kraftverket består av 10 bulbturbiner med generatorer. Varje turbin har en diameter av 7,5 m och en maximal effekt av 25,4 MW. Den totala årsproduktionen beräknas till 552 GWh. Turbinerna är gjorda för att klara de särskilda omständigheter som råder. Man har använt specialstål och katodskydd mot korrosion. Turbinerna klarar täta starter och stopp. När turbinerna står stilla fastnar djur och växter på turbinbladen och dessa måste därför rengöras ofta. 

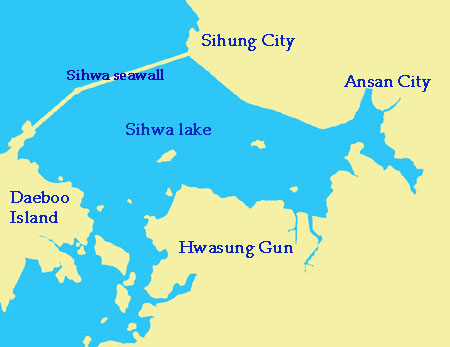
Sihwa Lake
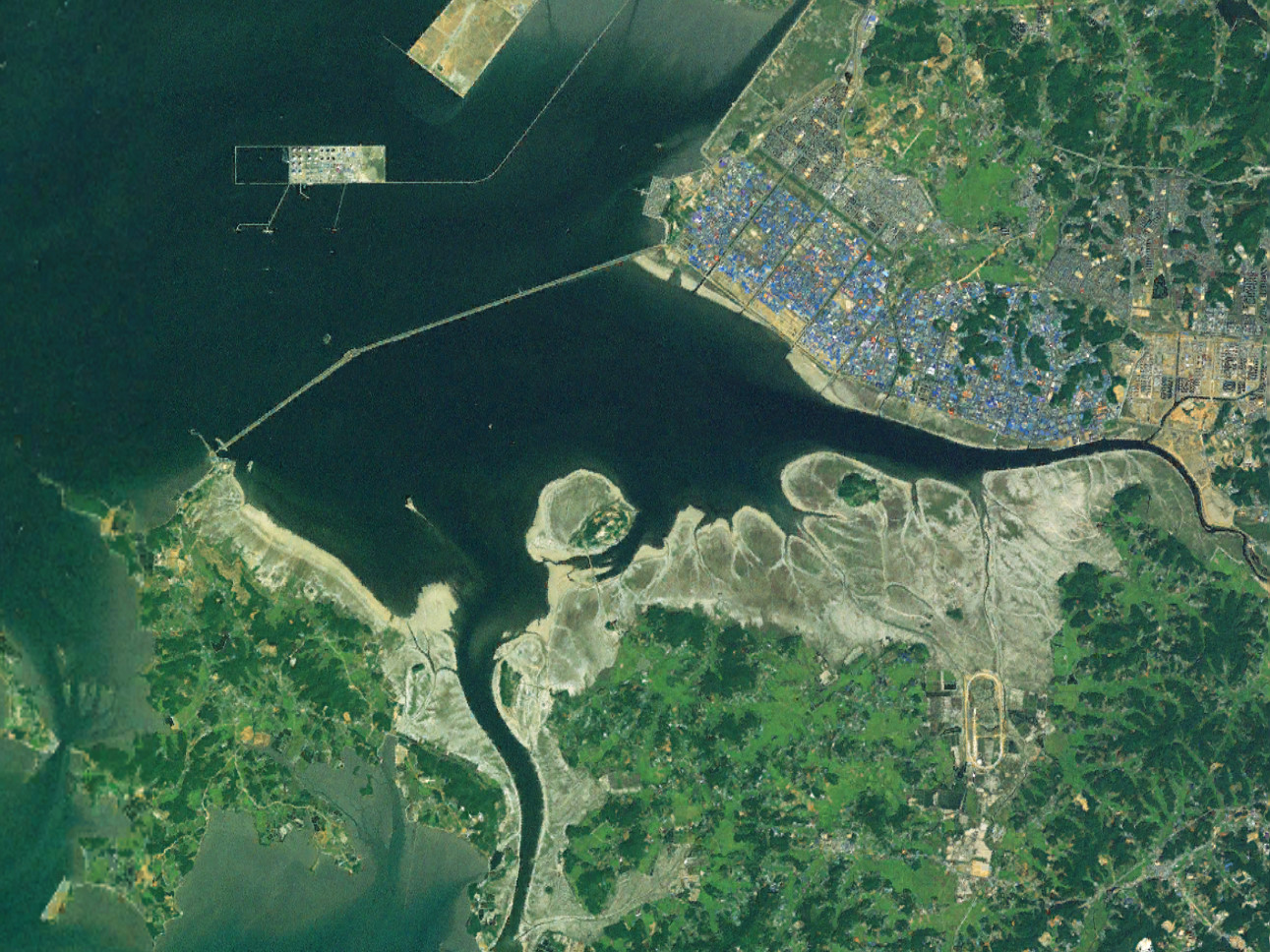
Satellitbild 2015
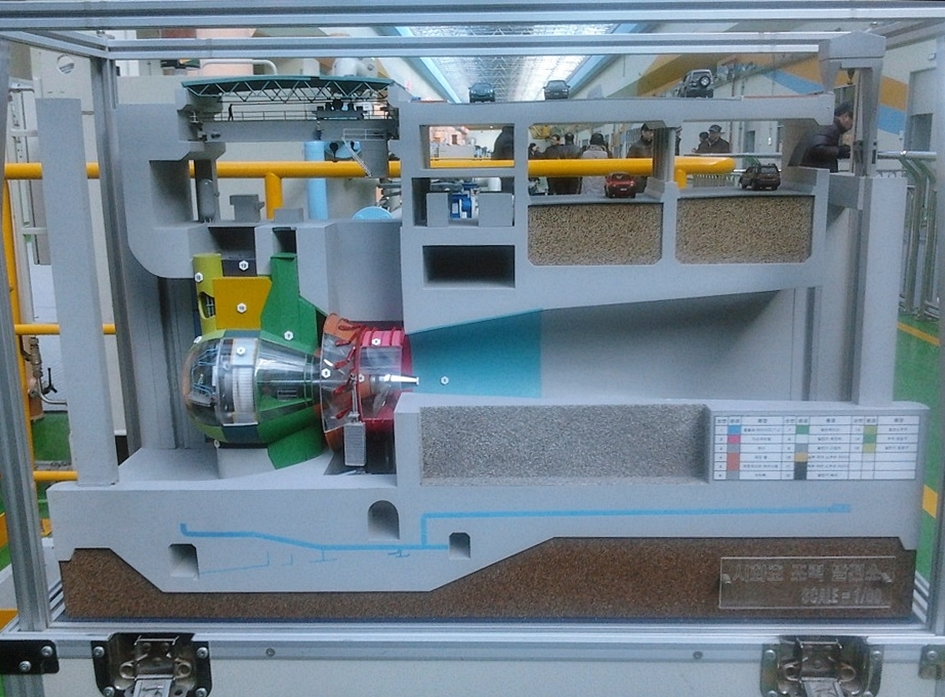
Modell av turbin